# Marcus Piossek
Marcus Piossek (Lippstadt, 1989. július 21. –) német-lengyel labdarúgó, a Preußen Münster középpályása.